# Cel le Gaucher
Pierre-Louis-Marcel Canguilhem, dit Marcel Canguilhem ou Cel le Gaucher, né le 12 décembre 1895 à Mont-de-Marsan où il est mort le 16 juillet 1949,, est un dessinateur, illustrateur et sculpteur français.
Dessinateur droitier, Marcel Canguilhem perd son bras droit au cours de la Première Guerre mondiale. Il se voit ainsi contraint d'éduquer sa main gauche pour continuer à travailler et signe ses œuvres à partir de là du nom de Cel le Gaucher. Au cours de sa carrière, il collabore à diverses publications régionales et laisse de nombreuses illustrations de soldats sur le front. Il est également affichiste et sculpteur.

## Biographie
Marcel Canguilhem est le fils de Jean-Pascal Canguilhem, cordonnier, et de Catherine Remazeilles, couturière. Il suit sa scolarité à Mont-de-Marsan, où il démontre des qualités pour le dessin. Le 1er novembre 1914, il fait en ville une exposition de ses caricatures qu'il signe C.Cel.

### Première Guerre mondiale
Le 12 décembre 1914, âgé de 19 ans, il est incorporé à la caserne Bosquet et rejoint le 19 juin 1915 le 34e régiment d'infanterie au front de la première Guerre mondiale. Bon soldat, il exerce également ses talents de caricaturiste pour dessiner la vie des poilus, portant sur ses camarades et officiers un regard à la fois sans concession et plein de sympathie.

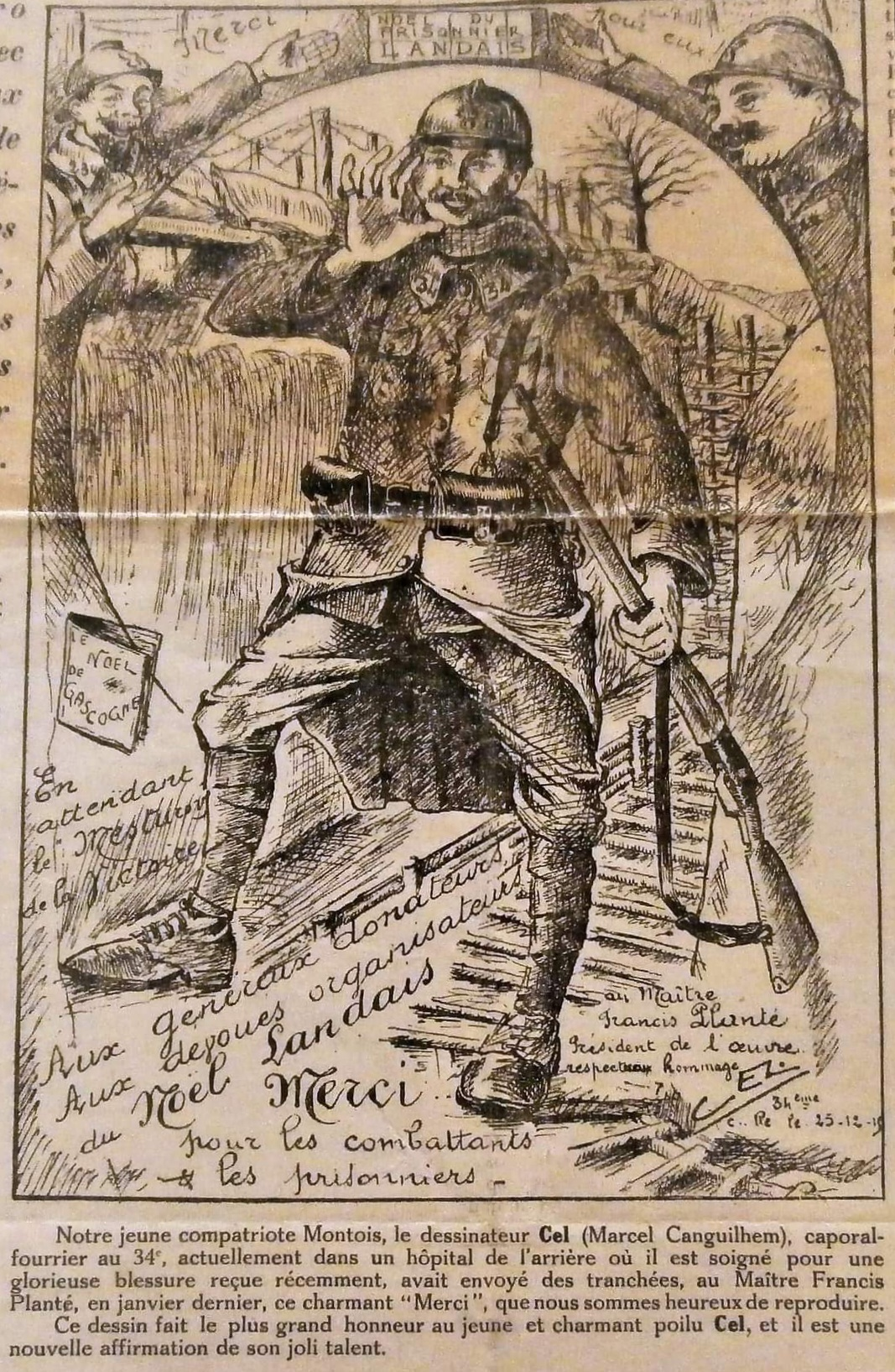
Illustration de poilus à Noël 1915, adressé à Francis Planté et publié dans Le Journal des Landes.

Il leur dédie son album, Des Traits Poilus (avril 1916), dont certaines planches sont de nos jours exposées au musée du 34e régiment d'infanterie : corvées de rondins, de lavage ou encore de ravitaillement de nuit, bataille de polochons et visite médicale, cuistots et les permissionnaires ainsi que le quotidien du poilu dans sa tranchée.
Promu caporal-fourrier le 9 avril 1916, Marcel participe en première ligne à la bataille de Verdun. Le 34e RI y paie le prix fort : 39 officiers et 1381 hommes tués (soit 65 % des officiers et 45 % des hommes) en six jours, du 21 au 26 mai. Blessé le 22 mai à l’épaule droite, Marcel, artiste droitier, est conduit au poste de secours de la redoute du fort de Souville et recueilli par l'équipe des brancardiers régimentaires de l'abbé Joseph Bordes. Les deux hommes se connaissent et l'écho de cette rencontre parvient aux Landais par le biais du journal La Jeunesse Landaise, que l'aumônier transforme en journal du Poilu landais, alternant le français et le gascon pour que chacun puisse le lire. C.Cel assure l'essentiel des illustrations, n'hésitant pas à caricaturer tendrement son ami l'abbé Bordes. En raison de sa blessure, Marcel Canguilhem est évacué vers le dépôt du 34e RI, à la caserne Bosquet.
Au dépôt de Mont-de-Marsan, l'artiste suit des cours de rééducation et s'entraîne dans un même temps à dessiner de la main gauche. Il recouvre peu à peu l'usage du bras droit et publie un nouvel album, Mon Dépôt (octobre 1916). Il y croque des portraits de ses camarades, de ses chefs et de lui-même. Son bras droit rétabli, il intègre un nouveau régiment, le 284e RI, régiment de réserve d'Avesnes. Il embarque pour l'Orient où combat son nouveau régiment et après une traversée périlleuse, il rejoint les tranchées de Macédoine dans lesquelles, à l'ouest de Salonique, l'armée française d'Orient s'oppose aux Bulgares et aux Austro-Hongrois. L'armée d'Orient offre de nouveaux sujets à C.Cel, comme Le Chemineau du Sérail ou Chemineau d'Orient, qui devient le dessin emblématique des Poilus d'Orient landais. Le 284e RI étant dissout le 30 septembre 1917, Marcel Canguilhem passe au 148e régiment d'infanterie, régiment de Rocroi. Il publie Macédoine de légumes, dernier album de Marcel le droitier qui signe toujours C.Cel.
Le 15 septembre 1918, lors de la bataille de Dobro Polje, le 148e RI déplore 50 tués et 224 blessés, dont Marcel Canguilhem. S'il échappe de peu à la mort, son bras droit est une nouvelle fois touché mais cette fois-ci, irrémédiablement.

### Après guerre
Il est évacué à l'hôpital de la Marine de Toulon où il est soigné. Il se marie le 4 février 1919 à Marseille avec Marthe Labarde (1890-1972). Rétabli et loin de céder au découragement, il se met à concrétiser ses projets artistiques. Il commence par se former pendant un an à l'école des beaux-arts de Bordeaux dans la classe de Paul Quinsac. En 1920, il remporte le premier prix de l'affiche du bal des étudiants et celle des étudiants manifestant sur les Quinconces, empruntant la voie d'affichiste et de publiciste à la fois mural et journalistique. Il signe à partir de cette époque ses œuvres du nom de Cel le Gaucher. Il s’engage également dans les associations d'anciens combattants : Union fédérale des associations françaises d'anciens combattants, Union nationale des combattants et Association des Poilus d'Orient dont il est le président pour les Landes.
De retour à Mont-de-Marsan, il entre à la Société Générale. Sur le plan artistique, devenu un touche-à-tout du dessin et de l'art de son époque,  il devient graveur, modeleur, réalise les affiches publicitaires et des illustrations pour la presse sportive ou tauromachique.

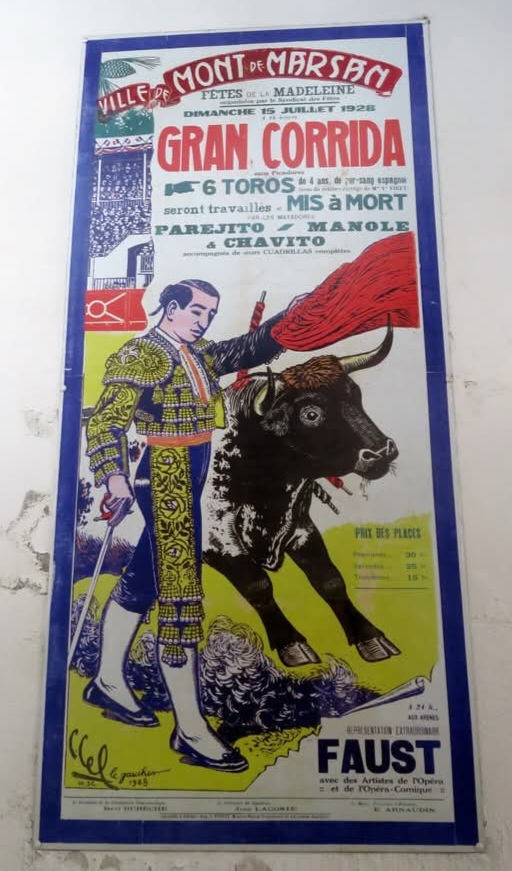
Affiche de la corrida du 15 juillet 1928 des fêtes de la Madeleine.
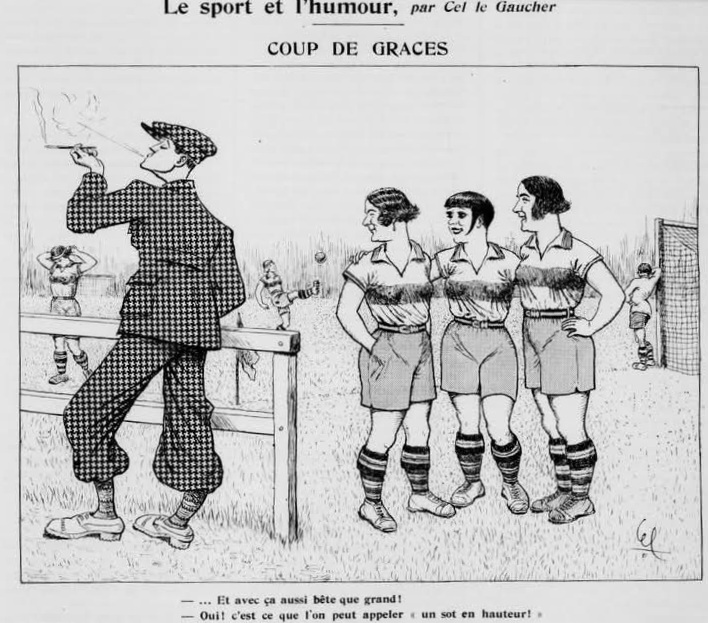
Illustration de la revue mensuelle du Club athlétique Société Générale, février 1931.

Illustration
Dans ses affiches, l'artiste conserve son sens de l'humour : lui qui a perdu le bras droit par un éclat d’obus, il représente un poilu qui, tel un écarteur de la course landaise, esquive le projectile de mort. Il dessine beaucoup sur le thème de la guerre et ses soldats portent presque toujours, au revers de leur col, le numéro du 34e ou du 148e régiment d'infanterie. Il évoque également les soins prodigués par les infirmières.
En 1953, il sort un album du souvenir. L'album édité à titre posthume le 18 octobre 1953 résume la pluralité des thèmes et la diversité des talents de l'artiste : affichiste, publiciste, humoriste, illustrateur, caricaturiste. 
Sur la course landaise et la corrida, Cel le Gaucher réalise un grand nombre de cartels annonçant le programme des festivités. Il aborde également des thèmes sportifs (autour du rugby notamment) et historiques.

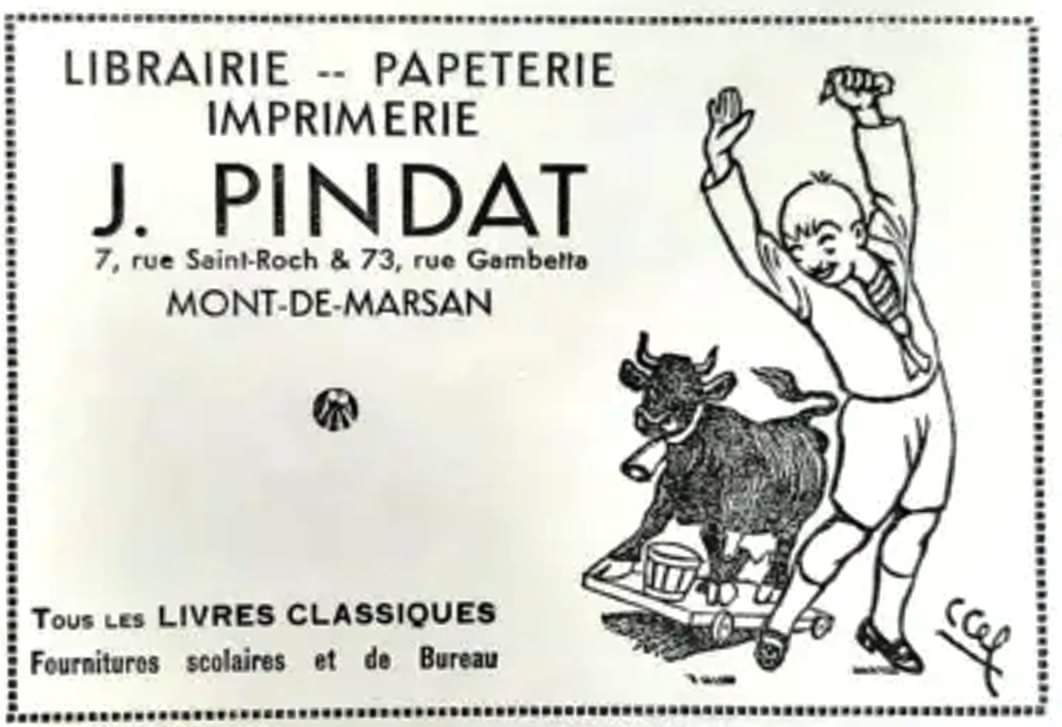
Buvard publicitaire offert aux écoliers par la librairie J. Pindat, 73 rue Léon-Gambetta à Mont-de-Marsan, illustré par Cel le Gaucher.
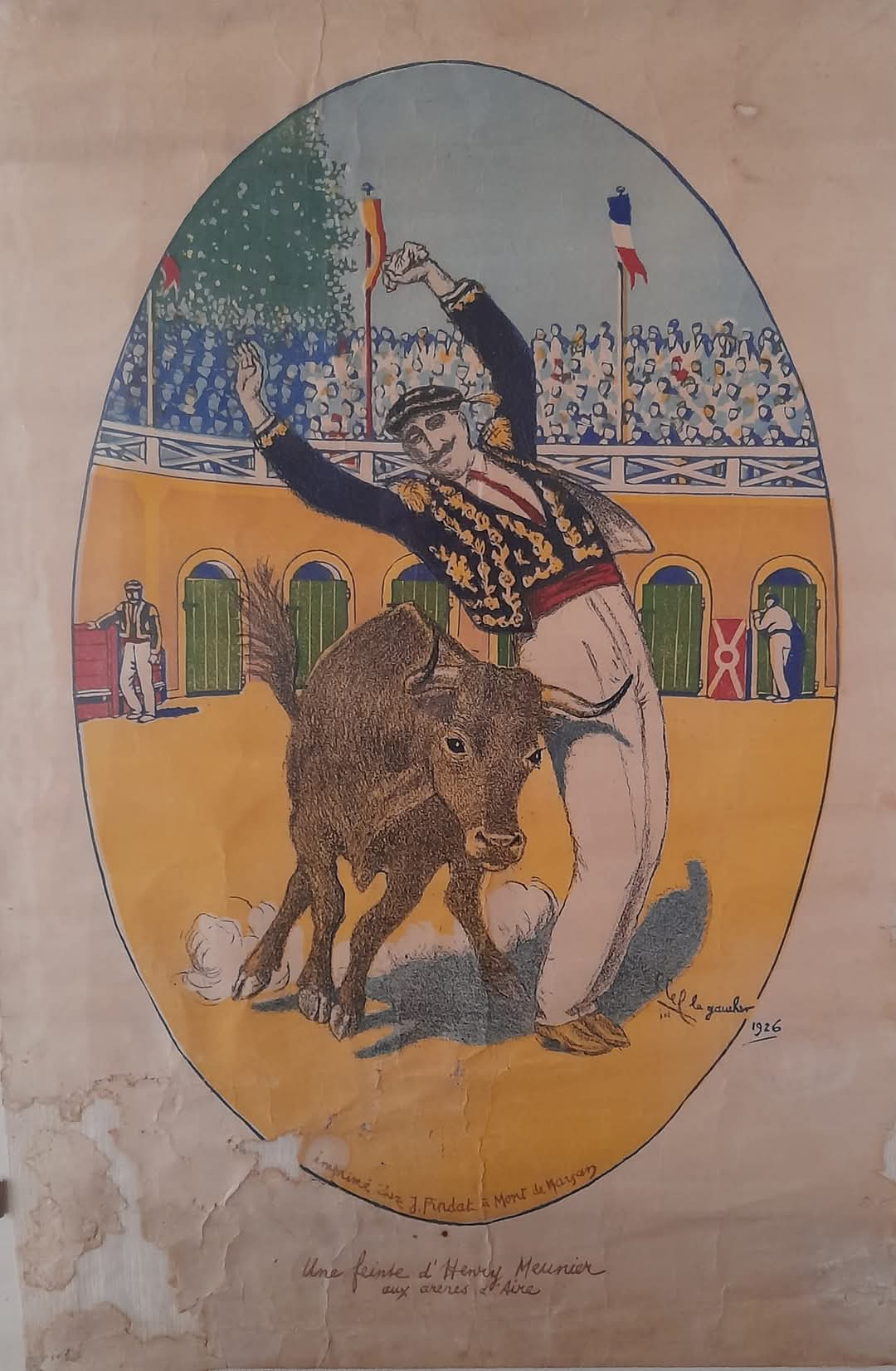
Une feinte de l'écarteur Henri Meunier aux arènes d'Aire-sur-l'Adour, illustration de 1926.

Sculpture
Il réalise le monument aux morts de Bascons (Landaise en deuil, dite la Méninote), inscrit monument historique, commandé par le maire Raoul Laporterie, grand ami de l'artiste, celui d'Estibeaux ainsi que des stèles, médaillons ou statues de personnalités à Bascons, Laurède, Mont-de-Marsan, Renung, etc.

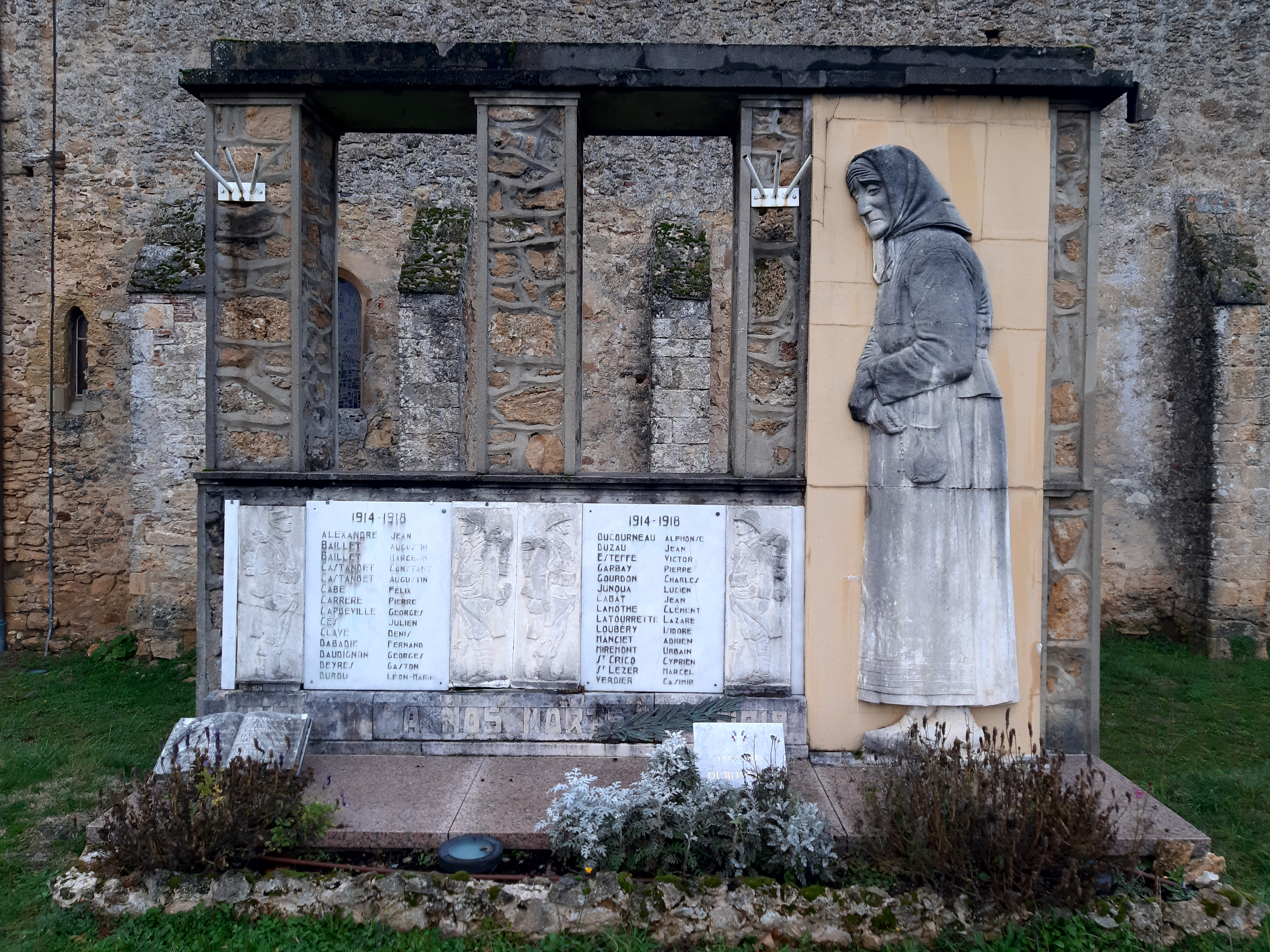
Monument aux morts de Bascons représentant une Landaise, la « Méninotte », pleurant ses enfants.

En 1938, il réalise la plaque de marbre monumentale commémorant l'épopée du 34e RI dans la Grande Guerre. Cette même année, il inaugure un monument aux poilus d'Orient en deux exemplaires, un pour la Yougoslavie  (Dobropolje où il perdit son bras droit), l'autre pour le cimetière du centre de Mont-de-Marsan (l'exemplaire en Yougoslavie disparaîtra pendant la Seconde Guerre mondiale). Il envoie de œuvres offertes par le gouvernement français vers les États-Unis en remerciement de leur aide durant la guerre. Ces œuvres, destinées aux écoles et musées du Connecticut, doivent y figurer toujours.

### Décès
Le 10 octobre 1942, il est renversé par une voiture alors qu'il rentre de Bascons où il travaille sur le monument aux morts. Atteint à la tête, il reste 30 jours dans le coma et ne se remet pas tout à fait de cet accident. Il décède à 53 ans, le 16 juillet 1949 ; il est enterré au cimetière du Centre de Mont-de-Marsan.

## Hommages
Marcel Canguilhem est fait chevalier de la Légion d'honneur en 1932 et obtient la cravate de commandeur de l'Aigle blanc en 1938. Le 12 décembre 1960, son nom est donné à la rue longeant la maison derrière laquelle se situait son atelier (7 rue Cel le Gaucher, à Mont-de-Marsan). Un collège d'enseignement secondaire dans le quartier Saint-Médard de Mont-de-Marsan porte son nom.

## Galerie
Réalisations à Bascon

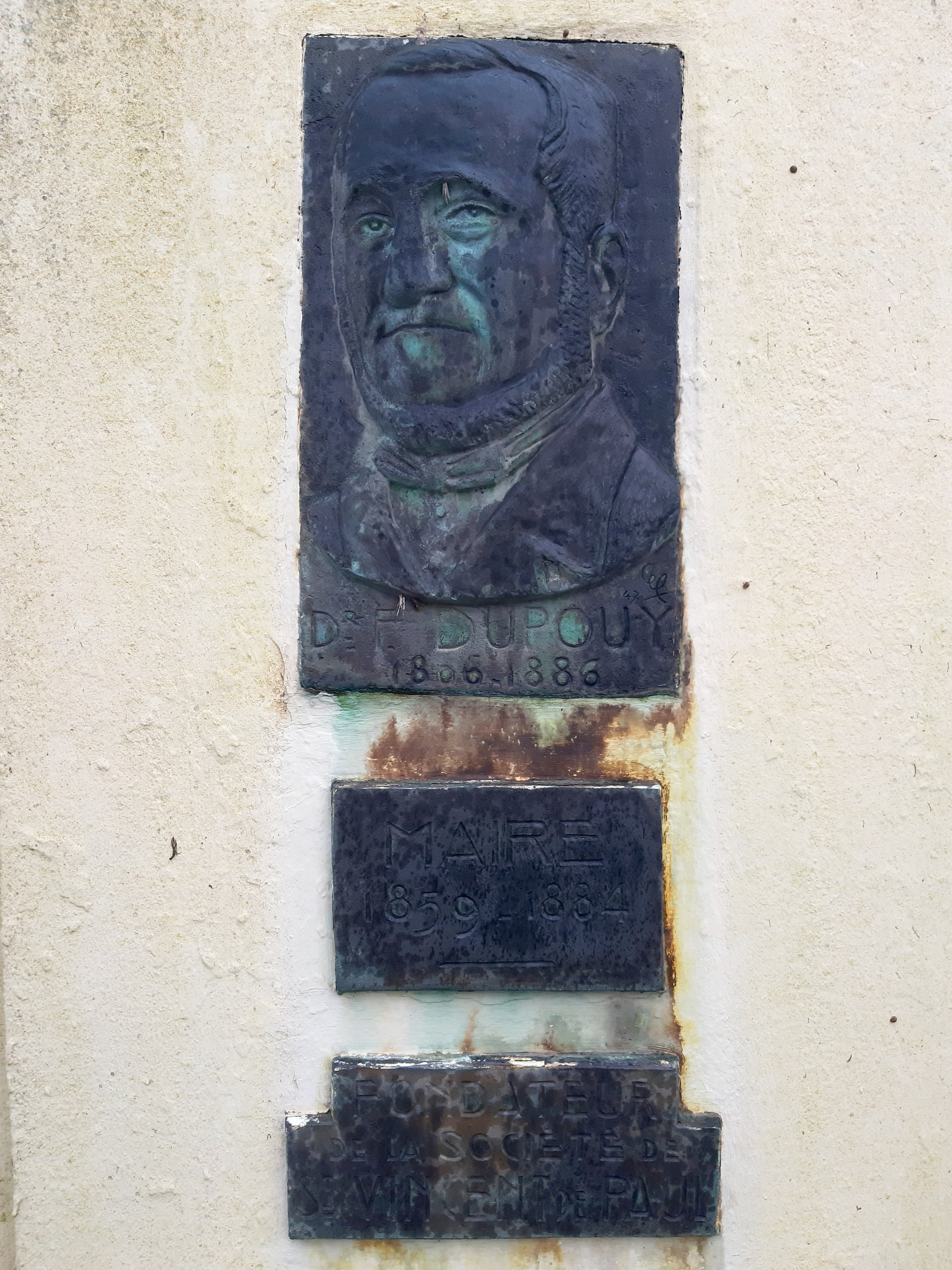
Dr F Dupouy (1806-1886), maire (1859-1884), fondateur de la société Saint-Vincent de Paul
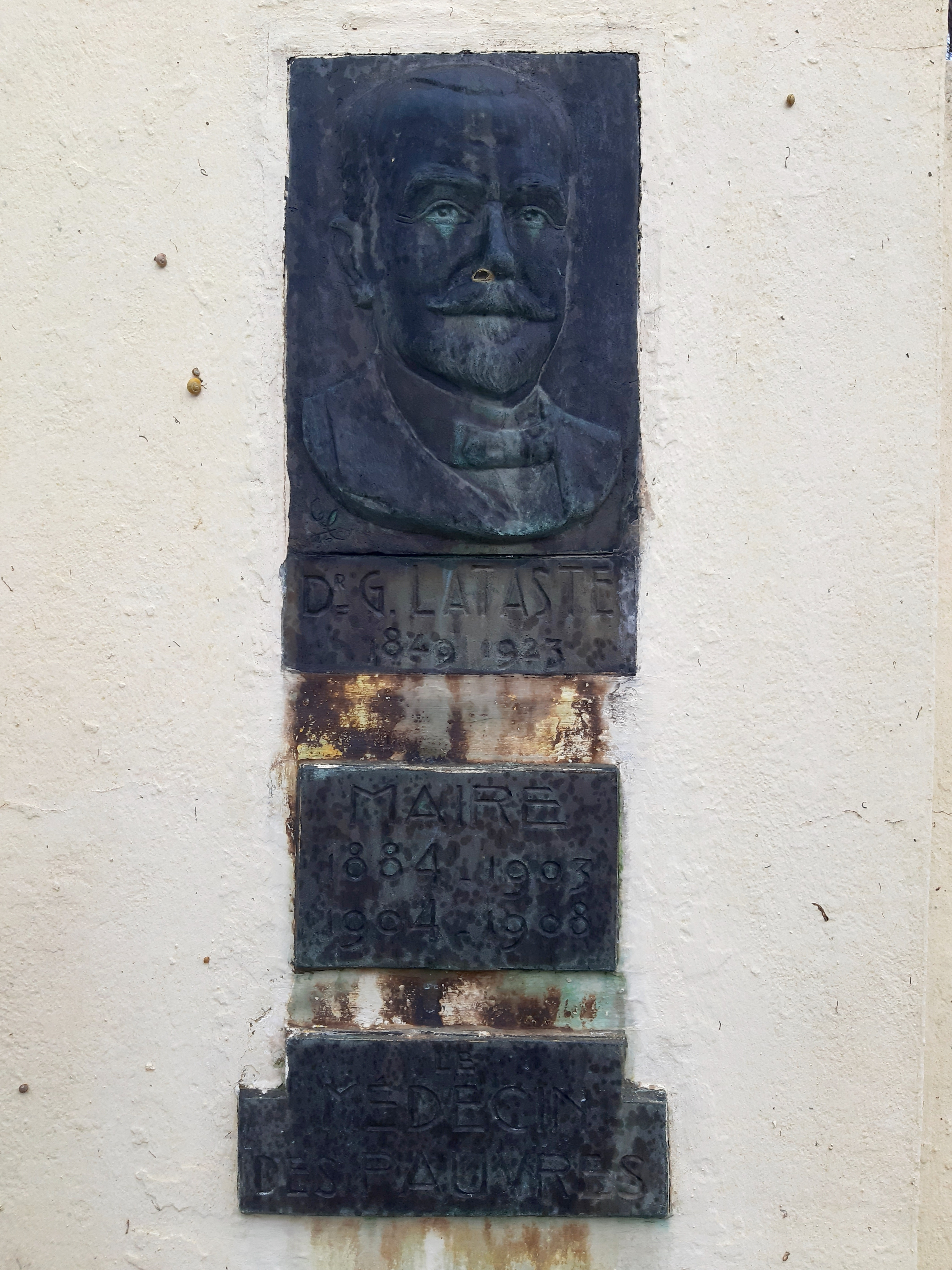
Docteur G Lataste (1849-1923), maire (1884-1903 ; 1904-1908), médecin des pauvres
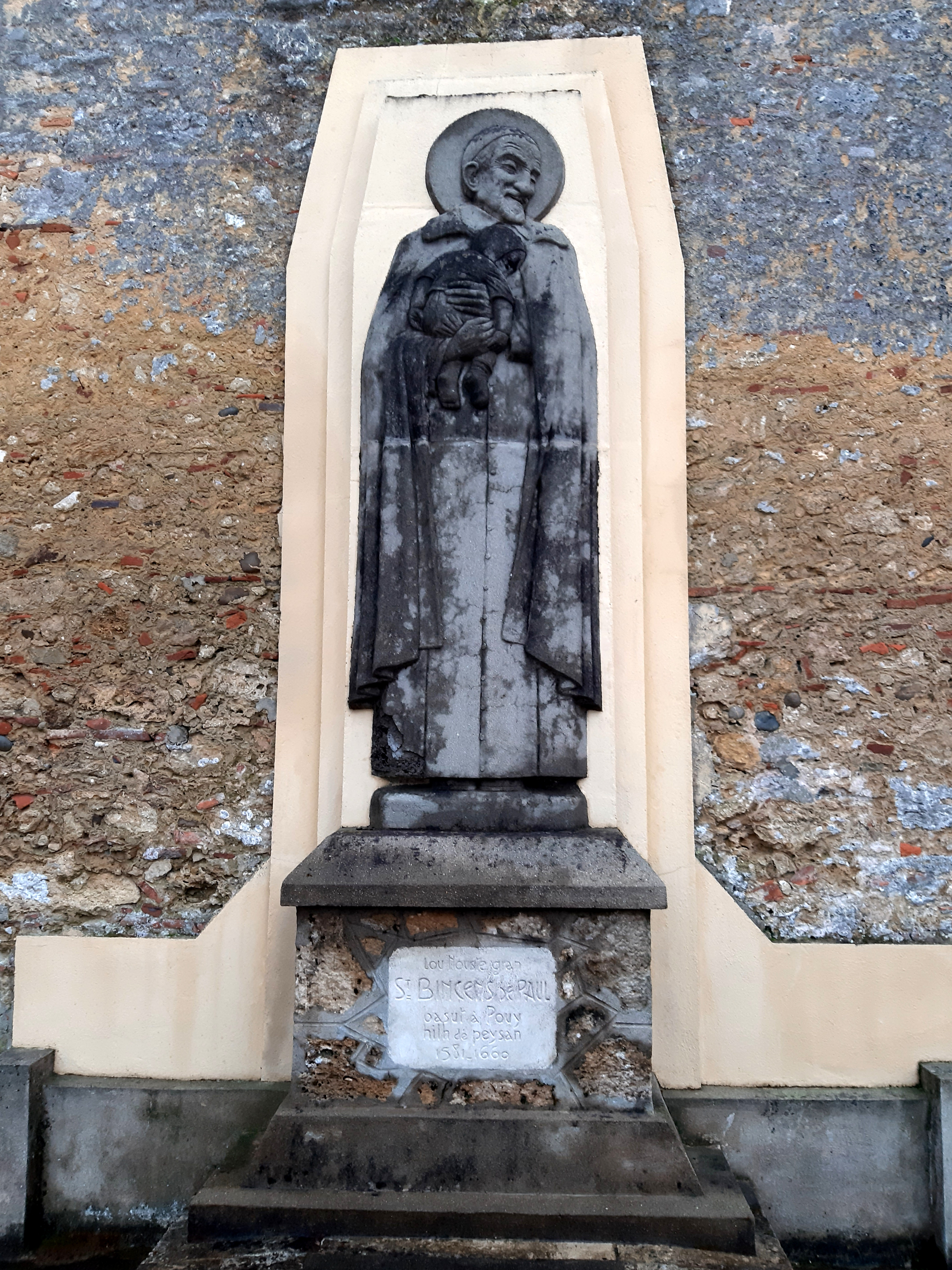
Lou nouste gran St Bicens de Paul, basut à Pouy, hilh de peysan (1581-1660)

Réalisations à Mont-de-Marsan

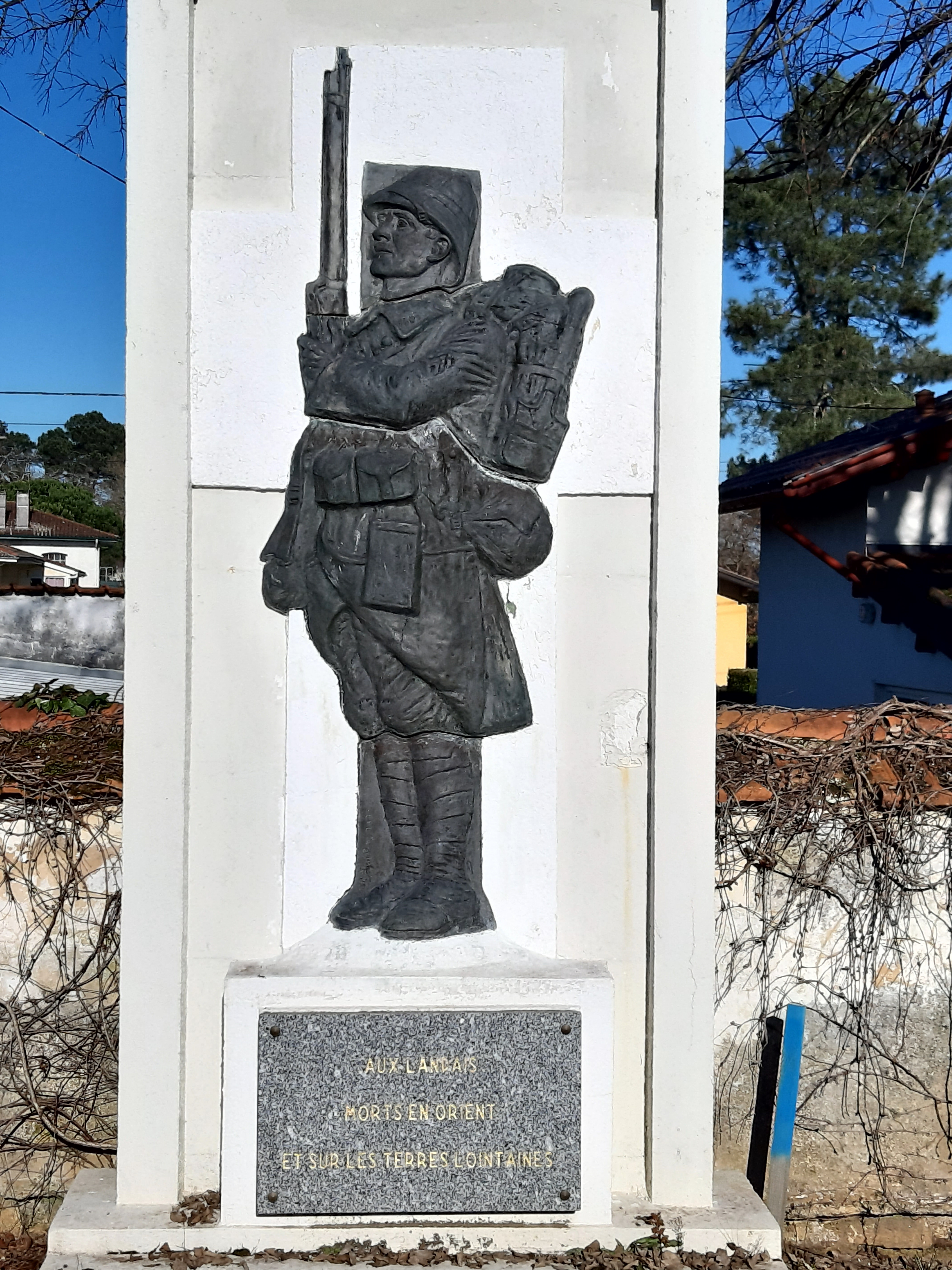
Stèle aux Landais morts en Orient au cimetière du Centre
Médaillon de l'abbé Joseph Bordes (1945) sur plaque de bronze apposée sur un mur extérieur de l'église de la Madeleine de Mont-de-Marsan
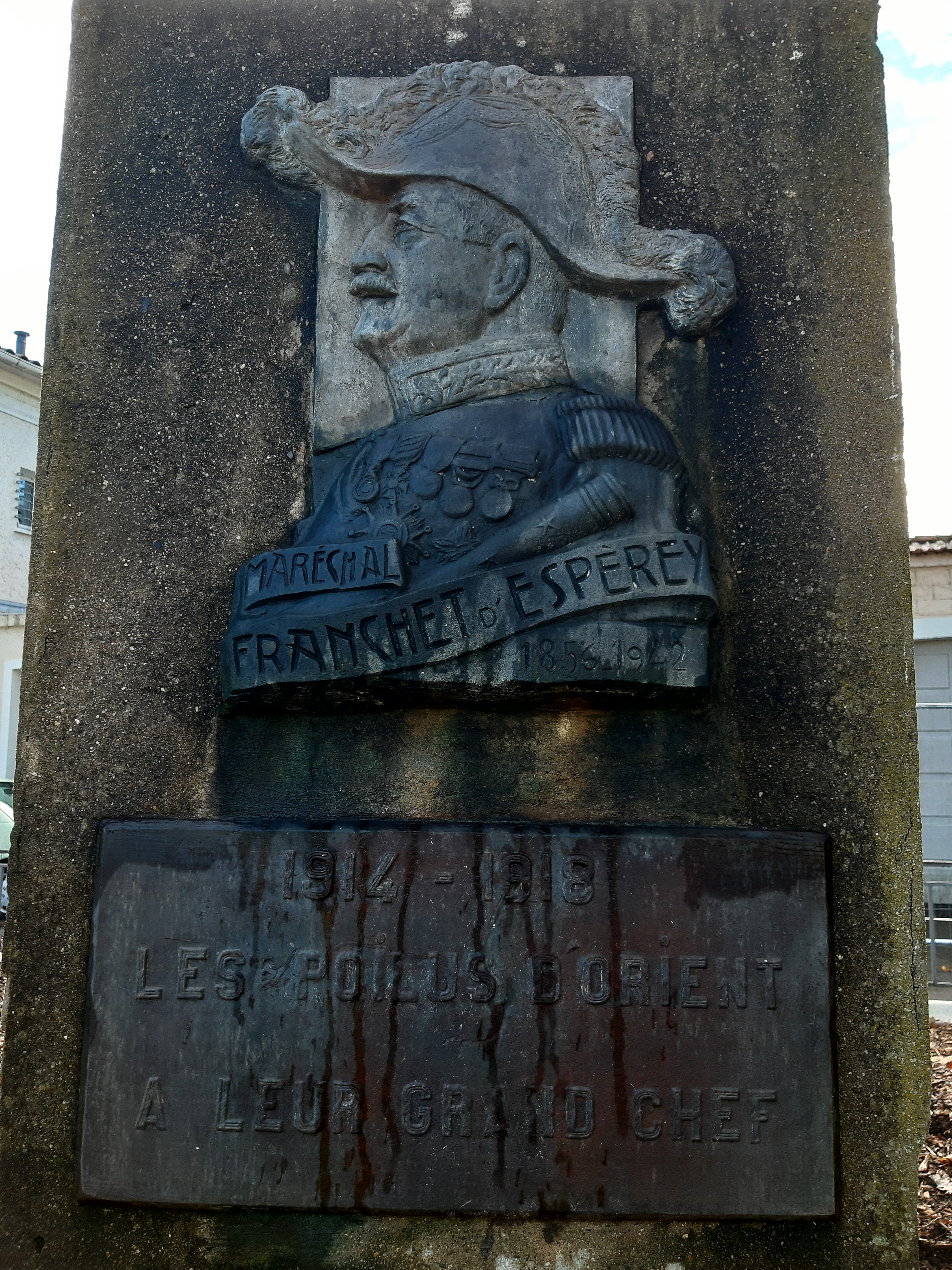
Médaillon de Louis Franchet d'Espèrey au square des Anciens combattants
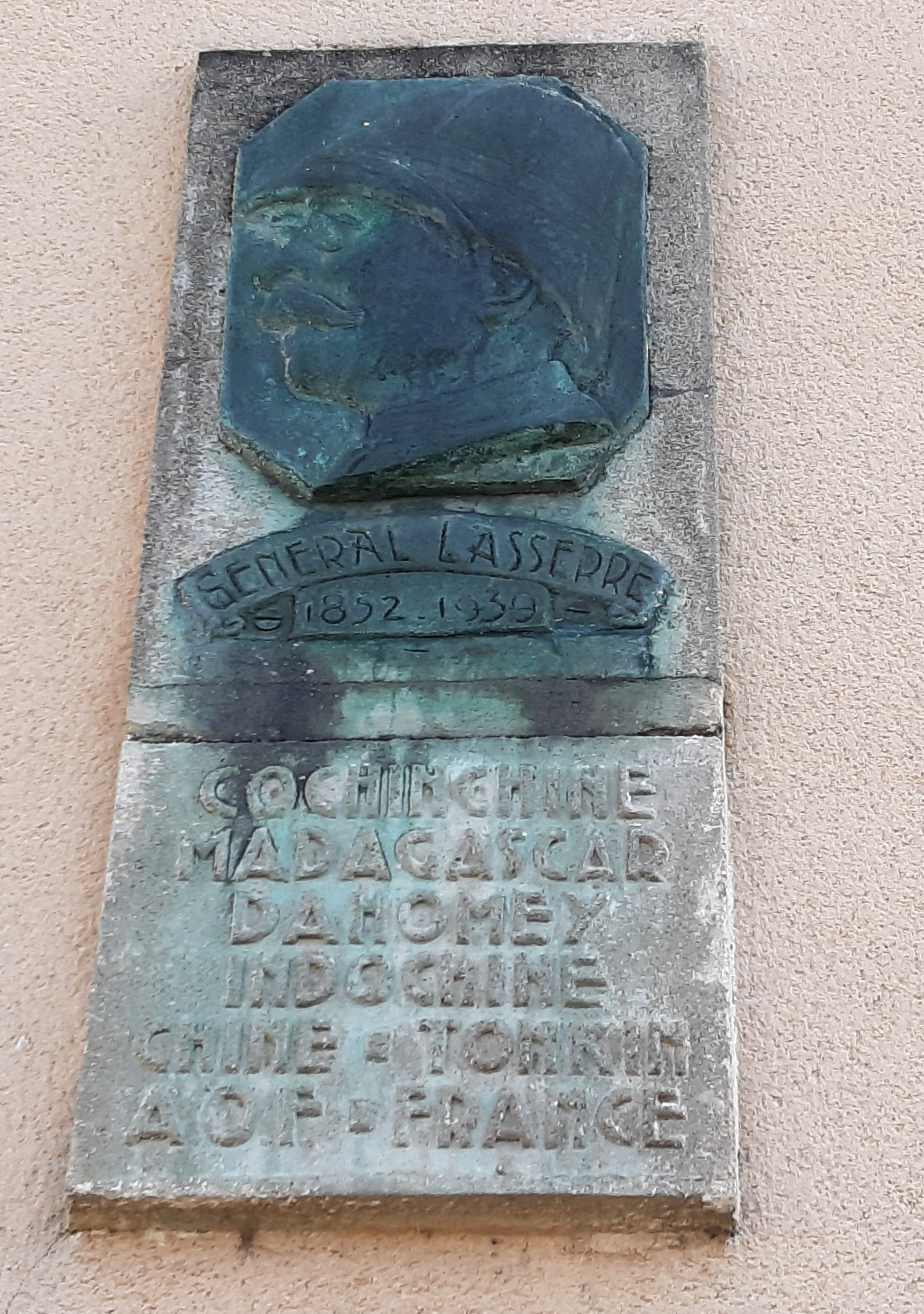
Médaillon de Jean-Baptiste Lasserre (1852-1939), général français, sur sa maison natale, sise 9 rue Général-Lasserre à Mont-de-Marsan
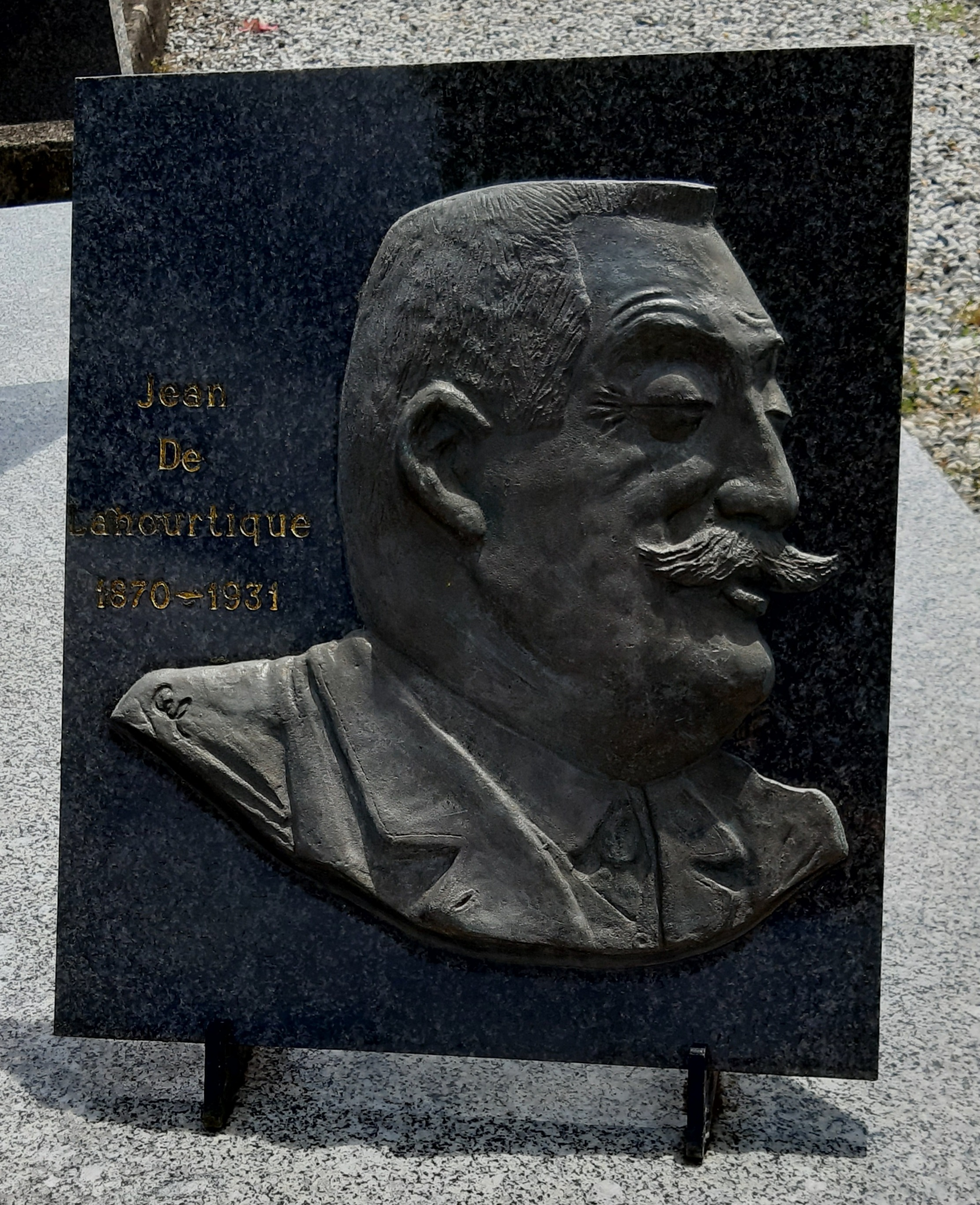
Médaillon de Jean de Lahourtique, cimetière du centre

Hommages à Mont-de-Marsan

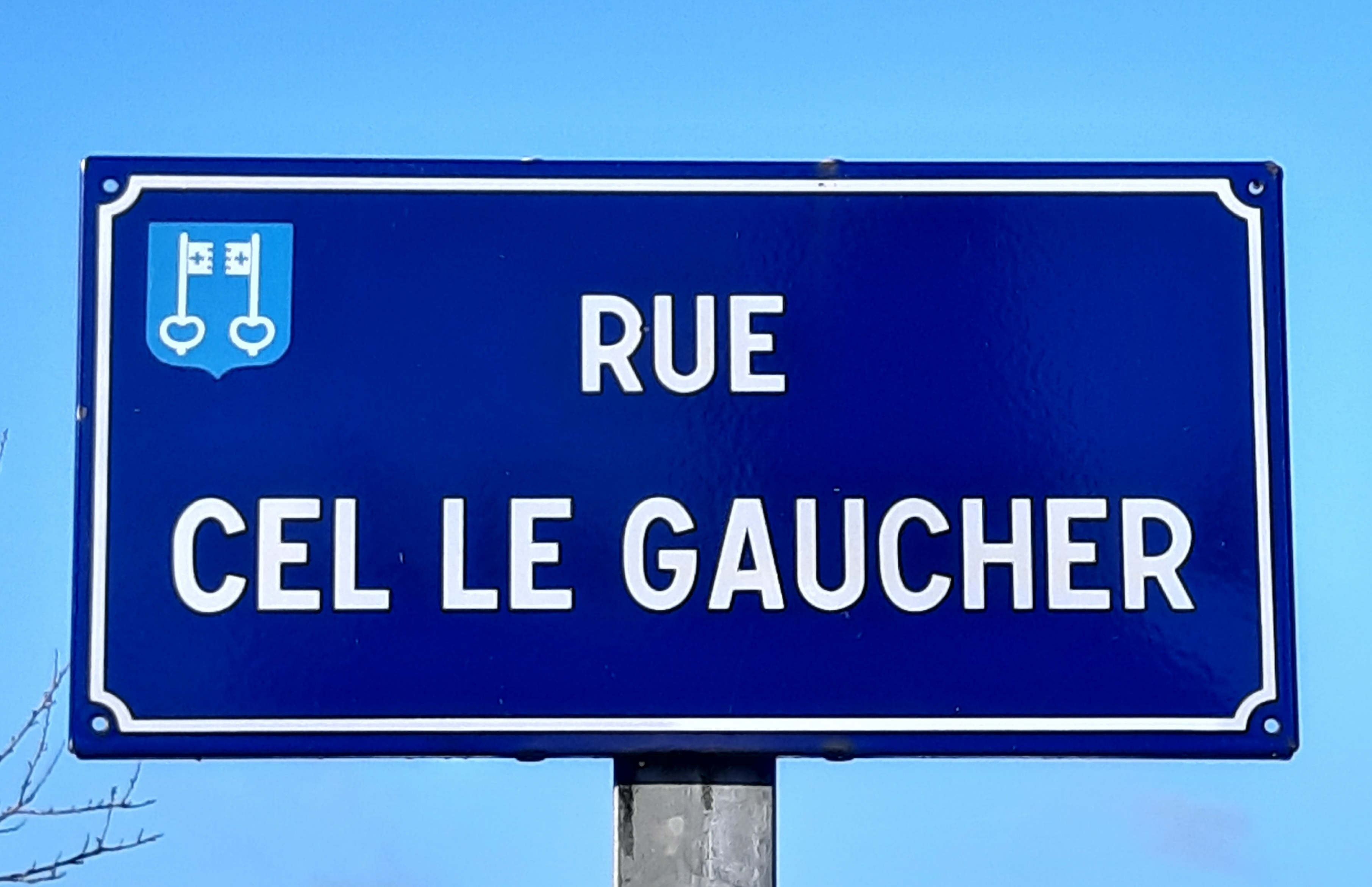
Panneau de la rue Cel le Gaucher, orné du blason de Mont-de-Marsan
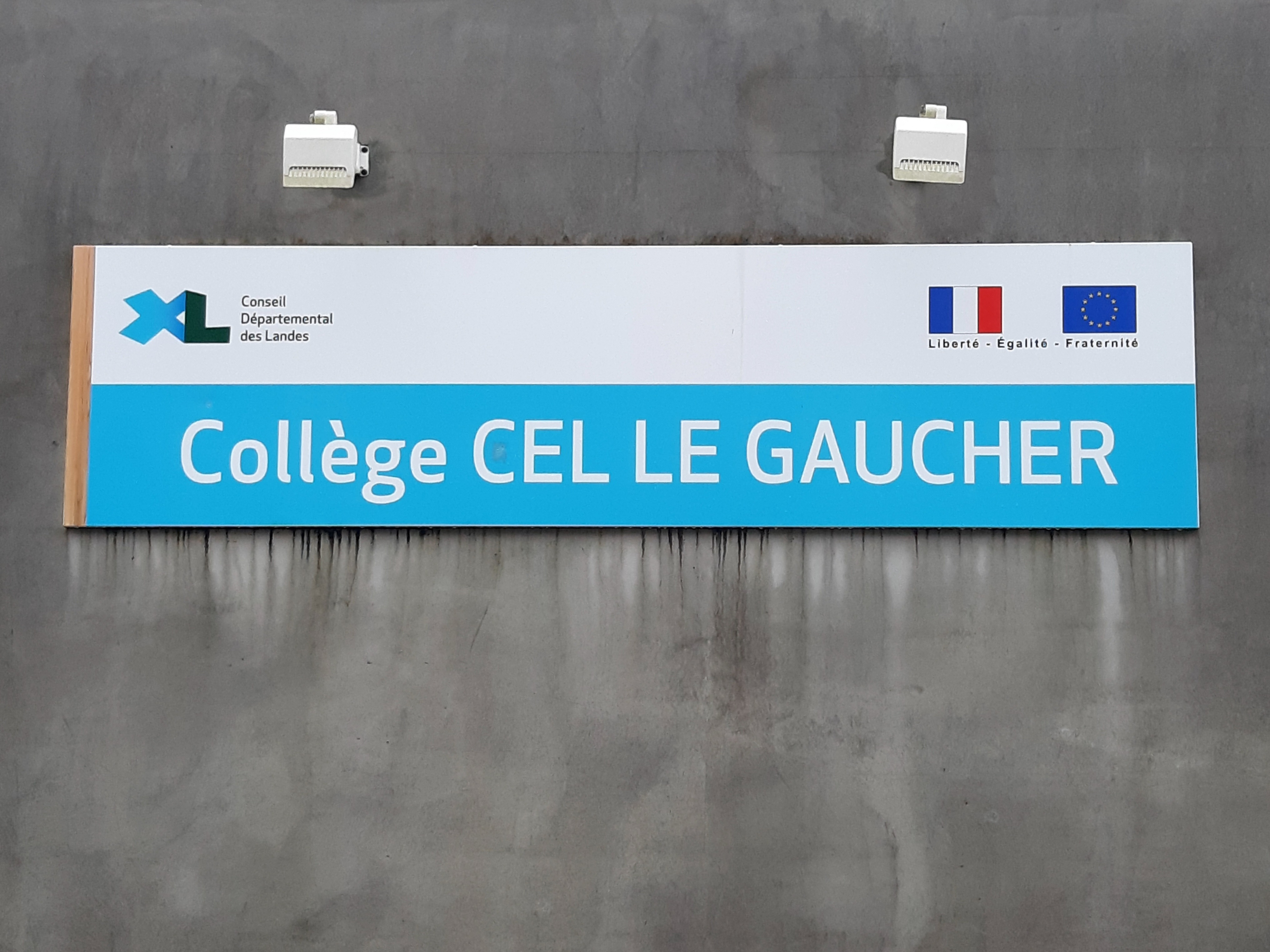
Enseigne du collège Cel le Gaucher